# Pleurothallis antennifera
Pleurothallis antennifera är en orkidéart som beskrevs av John Lindley. Pleurothallis antennifera ingår i släktet Pleurothallis och familjen orkidéer. Inga underarter finns listade i Catalogue of Life.